# 地中海复兴建筑

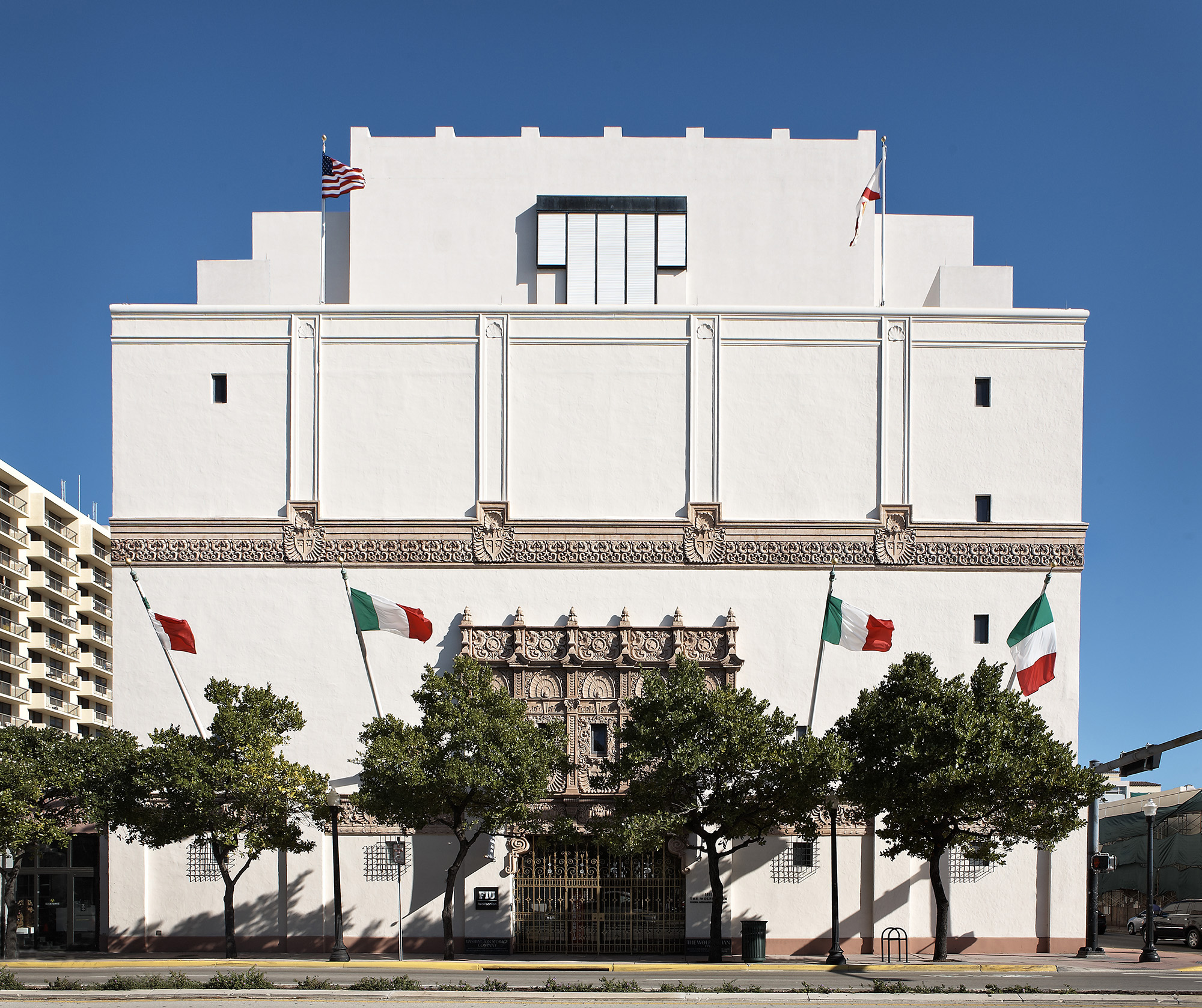
沃尔夫森学会, 1001 Washington Avenue, 迈阿密海滩, 佛罗里达州

地中海复兴式建筑（Mediterranean Revival architecture）是对地中海古典建筑尤其是住宅风格的复兴，由于新古典主义建筑经常被用来形容古希臘神廟之类的纪念性建筑，一些建筑史家用地中海而不是古典来形容更加实用的地中海风格。它参考了摩洛哥，西班牙，意大利，希腊，突尼斯，乃至黎凡特等地中海地区历史上的建筑。其往往有方正平缓的房顶，追求黄金分割的和谐比例。

## 延伸阅读
- 摩尔式建筑
- 文艺复兴建筑
- 新古典主义建筑
- 使命复兴式建筑